# Wilhelm Peterson-Berger
Pour les articles homonymes, voir Peterson et Berger (homonymie).
Olof Wilhelm Peterson-Berger est un compositeur et journaliste suédois, né le 27 février 1867 à Ullånger (en Ångermanland) et mort le 3 décembre 1942 à Östersund.

## Biographie
De 1888 à 1890, il étudie l'orgue et la composition au Conservatoire royal de musique de Stockholm avant de se perfectionner à Dresde. Il compose ses premières œuvres puis se tourne vers la critique musicale pour le quotidien suédois Dagens Nyheter pratiquement sans interruption de 1896 à 1930. Volontiers provocateur, il est respecté et redouté par l'ensemble de la profession même si rapidement ses conceptions musicales conservatrices le font s'opposer à ses jeunes contemporains nordiques Jean Sibelius, Carl Nielsen, Wilhelm Stenhammar ou Hugo Alfvén.
Influencé par August Söderman (en), Edvard Grieg et surtout Richard Wagner qu'il admire, il traduit nombre des textes de ce dernier, notamment celui de l'opéra Tristan et Isolde. Il met également de nombreux poèmes de Friedrich Nietzsche en musique.
En 1921, il est reçu membre de l'Académie royale suédoise de musique. En 1927, il travaille à l'Opéra royal de Stockholm avant de s'installer sur l'île de Frösö (Jämtland) en 1930.
En 1936, il entreprend une tournée en Norvège, puis aux États-Unis.
Outre ses ouvrages symphoniques et ses opéras, il a composé plus de 80 chants populaires basés notamment sur des poèmes d'Erik Axel Karlfeldt, dont Aspåkerspolska.

## Œuvres principales

### Symphonies
- Symphonie no 1 Baneret (la bannière), en si majeur (1889-90)
- Symphonie no 2 Sunnanfärd (Voyage vers le sud), en mi bémol majeur (1910)
- Symphonie no 3 Same-Ätnam (Laponie), en fa mineur (1913-15). Cette symphonie a été créée en 1927 aux États-Unis par Leopold Stokowski à la tête de l'Orchestre de Philadelphie
- Symphonie no 4 Holmia, en la majeur (1929)
- Symphonie no 5 Solitudo (Solitude), en si mineur (1932-33)
- Symphonie no 6 Hellas (Grèce), 1935-1938 - inachevée

### Autres œuvres avec orchestre
- Suite pour orchestre I somras (Dernier été) (1903)
- Romance pour violon et orchestre (1915)
- Suite pour orchestre Earina (1917)
- Suite pour orchestre Italiana (1922)
- Concerto pour violon (1928)

### Opéras
- Ran (1900)
- Arnljot (1909)
- Domedagsprofeterna (Les prophètes du Jugement dernier) (1917)
- Adils och Elisiv (Adils et Elisiv) (1924)

## Écrits
- Svensk Musikkultur (La Culture musicale suédoise) (1911)
- Richard Wagner som kulturföreteelse (Richard Wagner en tant que phénomène culturel) (1913)